# Lijst van betaaldvoetbalclubs in Spanje
Dit is een overzicht van alle voetbalclubs die in het heden of het verleden hebben deelgenomen aan het betaalde voetbal in Spanje.
Zie ook:
- Categorie:Spaanse voetbalclub
- Primera División
- Spaans voetbalelftal
- Voetbal van A tot Z

## Lijst op alfabetische volgorde

### A
- Albacete Balompié
- UD Almería
- Athletic Bilbao
- Atlético Madrid

### B
- FC Barcelona
- Real Betis

### C
- Cádiz CF
- CD Castellón
- Celta de Vigo
- Ciudad de Murcia

### D
- Deportivo Alavés
- Deportivo de La Coruña

### E
- SD Eibar
- Elche CF
- RCD Espanyol

### G
- Getafe CF
- Gimnàstic de Tarragona

### H
- Hércules CF
- SD Huesca

### L
- UD Las Palmas
- Levante UD
- UE Lleida
- Lorca Deportiva

### M
- Real Madrid
- Málaga CF
- Real Mallorca
- UD Mérida
- Real Murcia

### N
- CD Numancia

### O
- CA Osasuna
- Real Oviedo

### P
- Polideportivo Ejido

### R
- Racing de Ferrol
- Racing de Santander
- Rayo Vallecano
- Recreativo Huelva
- CF Reus

### S
- UD Salamanca
- Sevilla FC
- Real Sociedad
- Sporting Gijón

### T
- CD Tenerife

### V
- Valencia CF
- Real Valladolid
- UD Vecindario
- Villarreal CF

### X
- Xerez CD

### Z
- Zamora CF
- Real Zaragoza

## Lijst naar jaar van oprichting
| Jaar van oprichting | Clubs                                                                                                |
| ------------------- | --- |
| 1889                | Recreativo de Huelva                                                                                 |
| 1896                | Águilas                                                                                              |
| 1898                | Athletic Bilbao, Palamós                                                                             |
| 1899                | FC Barcelona, Català                                                                                 |
| 1900                | Espanyol, Hispània                                                                                   |
| 1902                | Real Madrid                                                                                          |
| 1903                | Atlético Madrid, Sabadell, Badalona                                                                  |
| 1904                | Vilafranca                                                                                           |
| 1905                | Sevilla, Sporting Gijón, Espanya, Badajoz                                                            |
| 1906                | Deportivo La Coruña, Terrassa, Manresa                                                               |
| 1907                | Real Betis, Gimnástica de Torrelavega, Europa, Júpiter                                               |
| 1908                | Real Murcia                                                                                          |
| 1909                | Levante, Real Sociedad, Reus Deportiu, Martinenc, Arenas                                             |
| 1910                | Cádiz                                                                                                |
| 1912                | Mérida, Mataró                                                                                       |
| 1913                | Racing Santander, Blanes, Granollers, Banyoles, Baskonia                                             |
| 1914                | Gimnàstic                                                                                            |
| 1915                | Real Unión de Irún                                                                                   |
| 1916                | Mallorca                                                                                             |
| 1917                | Barakaldo                                                                                            |
| 1918                | Alicante                                                                                             |
| 1919                | Valencia, Racing Ferrol, Figueres                                                                    |
| 1920                | Osasuna                                                                                              |
| 1921                | Alavés, Eldense                                                                                      |
| 1922                | Tenerife, Hércules, Castellón, Ponferradina, Burgos, Real Jaén, Atlético Tetuán, Gavà, Sants, Huesca |
| 1923                | Celta de Vigo, Villarreal, Elche, Salamanca, Cultural Leonesa, Gramenet, Lemona                      |
| 1924                | Rayo Vallecano, Extremadura, Atlético Baleares                                                       |
| 1925                | Sant Andreu, Peña Sport                                                                              |
| 1926                | Real Oviedo                                                                                          |
| 1928                | Real Valladolid, Leganés, Poble Sec, Eivissa, Portuense                                              |
| 1929                | CD Alcoyano, RSD Alcalá                                                                              |
| 1930                | Girona                                                                                               |
| 1931                | Granada, Marino                                                                                      |
| 1932                | Real Zaragoza                                                                                        |
| 1934                | Barbastro, Condal                                                                                    |
| 1939                | Lleida, Ibèria, Balompié                                                                             |
| 1940                | Albacete, Logroñés, Eibar, Baza                                                                      |
| 1941                | Pontevedra                                                                                           |
| 1942                | Vecindario, Puerta Bonita                                                                            |
| 1943                | Real Madrid Castilla, Melilla                                                                        |
| 1944                | Valencia CF Mestalla, Villajoyosa                                                                    |
| 1945                | Numancia, Balaguer, Prat                                                                             |
| 1946                | Conquense, Alcalá                                                                                    |
| 1947                | Xerez, Guadalajara                                                                                   |
| 1948                | Talavera, Puertollano                                                                                |
| 1949                | UD Las Palmas                                                                                        |
| 1951                | Cornellà, Real Sociedad B                                                                            |
| 1952                | Ourense                                                                                              |
| 1953                | Lugo, San Fernando (Madrid)                                                                          |
| 1954                | Córdoba                                                                                              |
| 1955                | Cobeña, Móstoles                                                                                     |
| 1956                | Rayo B                                                                                               |
| 1957                | L'Hospitalet                                                                                         |
| 1958                | Sevilla Atlético                                                                                     |
| 1961                | Navalcarnero                                                                                         |
| 1962                | Compostela, Vecindario                                                                               |
| 1963                | Atlético Madrid B, Atlético de Pinto                                                                 |
| 1964                | Bilbao Athletic, Benidorm                                                                            |
| 1966                | Las Rozas                                                                                            |
| 1968                | Ciempozuelos                                                                                         |
| 1969                | Ejido, Zamora                                                                                        |
| 1970                | Lanzarote                                                                                            |
| 1971                | Alcorcón, Sanse (Madrid)                                                                             |
| 1973                | Parla, Unión Collado Villalba                                                                        |
| 1974                | Guijuelo, Granada 74, Atlético Madrid C                                                              |
| 1975                | Fuenlabrada                                                                                          |
| 1976                | Rayo Majadahonda                                                                                     |
| 1983                | Getafe                                                                                               |
| 1986                | Palencia                                                                                             |
| 1989                | Almería                                                                                              |
| 1990                | Linares                                                                                              |
| 1991                | Espanyol B                                                                                           |
| 1993                | Orihuela                                                                                             |
| 1994                | Málaga, Universidad de Las Palmas, Burgos                                                            |
| 1994                | Cartagena                                                                                            |
| 1995                | Alcobendas                                                                                           |
| 1996                | Pájara Playas, Sestao River Club, Ceuta                                                              |
| 1997                | Marbella                                                                                             |
| 2000                | Logroñés CF                                                                                          |
| 2002                | Lorca                                                                                                |
| 2007                | Ciudad de Lorquí                                                                                     |

Argentinië · 
België · 
Brazilië · 
Duitsland · 
Engeland · 
Frankrijk · 
India · 
Italië ·
Kroatië ·  
Nederland · 
Oostenrijk · 
Portugal · 
Schotland · 
Spanje · 
Turkije